# Letitia de Jong
Letitia de Jong (Leeuwarden, 5 de marzo de 1993) es una deportista neerlandesa que compite en patinaje de velocidad sobre hielo.
Ganó dos medallas de oro en el Campeonato Mundial de Patinaje de Velocidad sobre Hielo en Distancia Individual, en los años 2019 y 2020, y dos medallas de plata en el Campeonato Europeo de Patinaje de Velocidad sobre Hielo en Distancia Individual, en los años 2018 y 2020.

## Palmarés internacional
| Campeonato Mundial en Distancia Individual | Campeonato Mundial en Distancia Individual | Campeonato Mundial en Distancia Individual | Campeonato Mundial en Distancia Individual |
| Año                                        | Lugar                                      | Medalla                                    | Prueba                                     |
| ------------------------------------------ | ------------------------------------------ | ------------------------------------------ | ------------------------------------------ |
| 2019                                       | Inzell (Alemania)                          | Medalla de oro                             | Velocidad por equipos                      |
| 2020                                       | Salt Lake City (Estados Unidos)            | Medalla de oro                             | Velocidad por equipos                      |
| Campeonato Europeo en Distancia Individual |                                            |                                            |                                            |
| Año                                        | Lugar                                      | Medalla                                    | Prueba                                     |
| 2018                                       | Kolomna (Rusia)                            | Medalla de plata                           | Velocidad por equipos                      |
| 2020                                       | Heerenveen (Países Bajos)                  | Medalla de plata                           | Velocidad por equipos                      |